# قائمة الحوادث الإرهابية في سوريا
يُلخص هذا الجدول الزمني عدد الحوادث في سوريا التي وصفت بأنها إرهابية والتي يعتقد أنها لم تُنفذ من قِبل الحكومة (انظر إرهاب الدولة والإرهاب الذي ترعاه الدولة).
| السنة | عدد الحوادث الإرهابية | عدد القتلى | عدد الجرحى |
| ----- | --------------------- | ---------- | ---------- |
| 2016  | 384                   | 2,761      | 2,830      |
| 2015  | 485                   | 3,916      | 2,978      |
| 2014  | 328                   | 3,301      | 1,980      |
| 2013  | 278                   | 1,558      | 2,237      |
| 2012  | 179                   | 876        | 1,927      |
| 2011  | 49                    | 163        | 215        |
| 2010  | 0                     | 0          | 0          |
| 2009  | 0                     | 0          | 0          |
| 2008  | 1                     | 18         | 14         |
| 2007  | 0                     | 0          | 0          |
| 2006  | 1                     | 5          | 0          |
| 2005  | 0                     | 0          | 0          |
| 2004  | 1                     | 4          | 2          |
| 2003  | 0                     | 0          | 0          |
| 2002  | 0                     | 0          | 0          |
| 2001  | 0                     | 0          | 0          |
| 2000  | 0                     | 0          | 0          |
| 1999  | 0                     | 0          | 0          |
| 1998  | 1                     | 0          | 0          |
| 1997  | 1                     | 2          | 0          |
| 1996  | 2                     | 15         | 50         |
| 1995  | 0                     | 0          | 0          |
| 1994  | 0                     | 0          | 0          |
| 1993  | 0                     | 0          | 0          |
| 1992  | 0                     | 0          | 0          |
| 1991  | 0                     | 0          | 0          |
| 1990  | 0                     | 0          | 0          |
| 1989  | 1                     | 0          | 0          |
| 1988  | 0                     | 0          | 0          |
| 1987  | 0                     | 0          | 0          |
| 1986  | 4                     | 8          | 8          |
| 1985  | 1                     | 30         | 30         |
| 1984  | 1                     | 0          | 1          |
| 1983  | 1                     | 1          | 0          |
| 1982  | 20                    | 98         | 23         |
| 1981  | 41                    | 192        | 223        |
| 1980  | 33                    | 89         | 27         |
| 1979  | 28                    | 80         | 31         |
| 1978  | 1                     | 0          | 0          |
| 1977  | 3                     | 1          | 0          |
| 1976  | 2                     | 5          | 35         |
| 1975  | 2                     | 0          | 0          |
| 1974  | 4                     | 1          | 9          |
| 1973  | 0                     | 0          | 0          |
| 1972  | 0                     | 0          | 0          |
| 1971  | 0                     | 0          | 0          |
| 1970  | 0                     | 0          | 0          |

## 2011
- تفجيرات دمشق - حصلت هذه التفجيرات يوم 23 كانون الأول/ديسمبر 2011 في العاصمة السوريّة دمشق من خلال انفجار سيارة مفخخة خارج مبنى الاستخبارات العسكرية السورية مما تسبب في مقتل 44 شخصا وإصابة 166 آخرين.

## 2012
- حصلَ تفجيرٌ في حي الميدان في 6 كانون الثاني/يناير 2012 في دمشق بسوريا. وفقا للحكومة السورية؛ فإنّ انتحاريًا قد هاجم حافلات تقل قوات مكافحة الشغب قبل بداية مظاهرة مناهضة للحكومة مما أدّى إلى مقتل 26 شخصا وإصابة أكثر من 60 بجروح. أعلنت جبهة النصرة مسؤوليتها عمّا حصل.[3]
- استهدفت تفجيرات مدينة حلب في 10 شباط/فبراير 2012 قوات الأمن السورية، ووفقًا للحكومة فإنّ الانفجارات سببها سيارتان مُفخختان وذكرت أنّ 28 شخصا قد قُتلوا (24 من أفراد قوات الأمن وأربعة مدنيين) مُقابل جرح 235 آخرين. أعلنت جبهة النصرة مسؤوليتها عن الهجوم

.

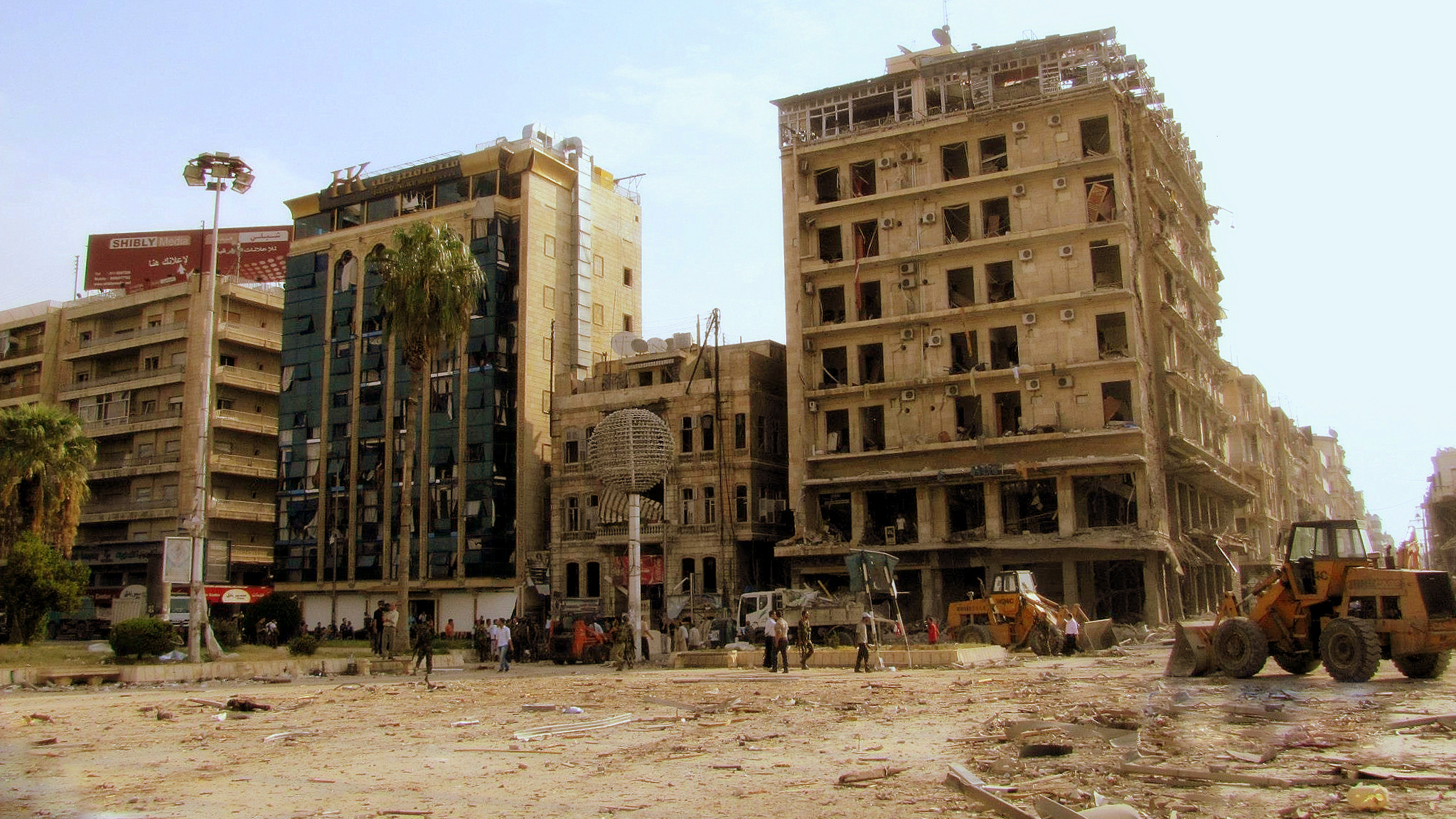
المشهد في ساحة سعد الله الجابري في حلب بعد هجمات الثالث من تشرين الأول/أكتوبر 2012

- حصلت تفجيرات دمشق في مارس 2012 من خلال تفجير سيارة مفخخة أمام مقر المخابرات الجوية والأمن الجنائي في العاصمة السورية دمشق. قُتل جرّاء الهجوم 27 شخصا على الأقل وأكثر من 140 جريحا. أعلنت جبهة النصرة مُجددًا مسؤوليتها عمّا حصل.
- تفجير حلب مارس 2012
- قتلَ تفجير دمشق في أبريل 2012 الجيش السوري مما تسبب في مقتل تسعة أشخاص فيما أعلنت جبهة النصرة مسؤوليتها.[4]
- استهدفت سيارة مُفخّخة في 30 نيسان/أبريل 2012 مقر الجيش السوري في إدلب مما تسبب في مقتل عشرين شخصا.[5]
- فجر انتحاريان اثنين سيارتان مفخختان في 10 أيار/مايو 2012 مقر الاستخبارات العسكرية في دمشق. بعد البحث والتحقيق تبيّن أنّ المُهاجِمان قد استعملا أكثر من 1000 كجم (2200 رطل) من المتفجرات مما تسبب في تمزيق واجهة المبنى وتضرر 10 طوابق كاملة. تأكّد في وقتٍ لاحق مقتل 55 وإصابة 400 آخرون بجروح في هجوم هو الأكثر دموية حتى الآن منذ بداية الانتفاضة السورية.
- في 19 أيار/مايو 2012؛ فجّر انتحاري سيارة مفخخة في دير الزور مما أسفر عن مقتل 9 أشخاص.[6]
- تسبب تفجير مبنى الأمن القومي السوري في مقتل وزير الدفاع السوري داوود رجيحة ونائب وزير الدفاع آصف شوكت المُقرّب من الرئيس. استهدفَ التفجير مقر الأمن القومي في دمشق حيث اجتمعَ هناك كبار المسؤولين لمناقشة الوضع الأمني في البلاد. نجى وزير الداخلية محمد إبراهيم الشعار بعدما أُصيب بجروح خطيرة فقط.
- قتلت تفجيرات حلب في تشرين الأول/أكتوبر 2012 34 شخصا وذلكَ في الساحة الرئيسية في المدينة.[7]
- مجزرة عقرب
- استهدفت سلسلة من التفجيرات مبنى وزارة الداخلية السورية في دمشق جنوب غرب مدينة كفر سوسا مما أدى إلى مقتل 7 وجرح 50 وفقا لوكالة سانا للأنباء.[8]

## 2013
- وقعت تفجيرات جامعة حلب وقعت في 15 يناير وقُتل فيها ما لا يقل عن 82 طالبًا وشخصًا من جامعة حلب.[9]
- تسبب تفجير حصل يوم 1 فبراير 2013 في منطقة القنيطرة في مقتل 53 عسكريًا وموظفًا لدى جهاز الاستخبارات العسكرية.[10] تبنت جبهة النصرة العمليّة في وقتٍ لاحق.
- حصلت سلسلة من التفجيرات في العاصمة دمشق قُتل فيهَا أكثر من 80 وجرح ما لا يقل عن 250 آخرين وذلكَ في 21 فبراير. هزّ انفجار ضخم بسيارة ملغومة قُرب مكاتب حزب البعث السوري وقد نجمَ عنه مقتل 59 وإصابة أكثر من 200 آخرين. معظم القتلى كانوا منَ المدنيين ويُعدّ هذا الهجوم الأكثر دموية في العاصمة خلال الحرب الأهلية في البلاد. أدانَ كل من الحكومة السورية والائتلاف الوطني لقوى الثورة والمعارضة السورية الانفجار فيما توجهت الشكوك صوبَ الإسلاميين المتطرفين في جبهة النصرة.[11] بالإضافة إلى ثلاثة تفجيرات أخرى؛ قُتل فيها 22 شخصا وجرح 50 آخرين في ضاحية برزة. معظم الضحايا في هذه الهجمات كانوا من جنود الحكومة.[12]
- في 21 مارس من عام 2013؛ حصلَ انفجار كبيرٌ في مسجد إيمان بدمشق قضى فيهِ 42 شخصًا نحبهم وجُرحَ ما لا يقل عن 82 آخرين. حصل التفجير حينما كان المسجدُ مكتظًا بالمصلين خلال أداء صلاة الجمعة.[13]
- تمّ في 8 أبريل قصف مبنى البنك المركزي في دمشق مما تسبب في مقتل 15 شخصا على الأقل وجرح ما لا يقل عن 53 شخصا.[14]
- حصلَ في 29 أبريل انفجار بجوار مبنى وزارة الداخلية السابق في دمشق؛ قُتل فيه ستة أشخاص فيمَا نجا رئيس الوزراء السوري وائل الحلقي بأعجوبة.[15]
- حصلَ في 30 أبريل انفجار آخر بسيارة مفخخة في دمشق قُتل فيه 13 وجُرح 70 آخرين. في هذا السياق؛ ذكرَ ساهر مقتل 9 في صفوف المدنيين و7 منَ الجيش.[16]
- قَتَلَ في 11 يونيو اثنين من الانتحاريين 14 شخصًا على الأقل في وسط دمشق.[17]
- وقعَ في 27 يونيو تفجير انتحاري استهدفَ مجموعة من المسيحيين في مدينة دمشق مما أسفر عن مقتل أربعة أشخاص.[18]
- حصلَ يوم 19 أكتوبر تفجير انتحاري في مدخل مدينة جرمانا في ريف دمشق من قِبل عضو في جبهة النصرة وأصيب 16 مواطنًا بل تسبب في اندلاع قِتال بعد ذلك بين الجبهة وبين باقي الجماعات المُتناحرة هناك.[19]
- قُتل في 6 نوفمبر 8 أشخاص على الأقل وجُرح 50 آخرين بجروح بعدما انفجرت قنبلة في وسط العاصمة دمشق. [20]

## 2014
- 20 يناير — انفجرت سيارتان مفخختان في معاقل الثوار في على الحدود السورية التركية في منطقة باب الهوى وقتل ما لا يقل عن 16 من عناصر المعارضة.[21]
- 23 فبراير — أودى تفجير انتحاري في مدينة حلب بحياة 7 عناصر من أحرار الشام منهم أبو خالد مُمثل تنظيم القاعدة في الجماعة.[22]
- 9 أبريل — أدى انفجار سيارتين مفخختين في حمص إلى مقتل 25 وإصابة 107 آخرين.[23]
- 8 مايو - قصفت الجبهة الإسلامية فندق كارلتون مما تسبب في مقتل ما بين 14 حتّى 50.[24][25]
- 14 أغسطس - إعدام داعش ما بينَ 700 حتّى 1200 مدني (جميعهم ذكور منَ الذين تتراوح أعمارهم بين 14 فما فوق) من قبيلة الشعيطات في شرق دير الزور.[26][27]
- 1 أكتوبر — تسببت مجموعة منّ الهجمات الإرهابية في مقتل 45 مدنيا وجرح أكثر من 100 آخرين قُرب مدرستان ابتدائيتان في حمص. معظم الضحايا كانوا من النساء والأطفال. وقعَ الهجوم الأول عندما انفجرت سيارة مفخخة محملة بأسطوانات الغاز أمام بوابة المدرسة خلال مغادرة الطلاب. بعد الانفجار الأول؛ فجّر انتحاري نفسه عند بوابة المدرسة المجاورة بينما حينما كانَ الناس يلتقون أولادهم. الجناة ينتمون لجند الشام وهي مجموعة مرتبطة بكتائب عبد الله عزام.[28]

## 2015
- حصلت في 26 حزيران/يونيو 2015 مجموعة من الهجمات التي لم يُعرف مصدرها ولا المسؤول عنها.
- 12 كانون الأول / ديسمبر - قتل تفجير سيارة في حمص 16 شحصًا وعدد أكبر من الجرحى.
- 30 كانون الأول / ديسمبر - أودت تفجيرات القامشلي التي استهدفت المسيحيين في مدينة القامشلي 16 شخصًا.

## 2016
- 25 كانون الثاني/يناير - فجّر انتحاري يقود سيارةً نفسه عند نقطة تفتيش تسيطر عليها المعارضة السورية وَأحرار الشام في مدينة حلب. أدى الانفجار إلى مقتل 23 شخصا من بينهم أربعة أربعة مدنيين فيما لم تُعلن أي جماعة مسؤوليتها.[29][30]
- 31 كانون الثاني/يناير - قُتلَ 45 شخصا على الأقل وأصيب 110 آخرين في انفجارينِ في في حي السيدة زينب الشيعي.[31]علم جبهة النصرة فرع تنظيم القاعدة في سوريا.[32]

علم جبهة النصرة فرع تنظيم القاعدة في سوريا.

- 3 فبراير - قُتلَ 15 شخصا على الأقل و58 جريحا بعد هجوم بالصواريخ نٌسب للمعارضة ضرب الموالية للحكومة في جنوب مدينة درعا.[33]
- 21 شباط/فبراير - استهدفت مجموعة منَ التفجيرات الطائفة العلوية في حي الزهراء في حمص مما تسبب في مقتل ما لا يقل عن 57 شخصا وجرح العشرات. أعلنت الدولة الإسلامية في العراق والشام مسؤوليتها عمّا حصل.[34]
- 21 شباط/فبراير - فجّر تنظيم الدولة الإسلامية (داعش) سيارة مفخخة ثم أعقبها بسلسة من التفجيرات الانتحارية على بُعد 400 متر فقط من مقام السيدة زينب في الشام وهوَ ضريح يُعتقد أنه تحتوي على قبر حفيدة النبي محمد. قُتل جرّاء ما حصل 83 شخصا فيما جُرح 178 آخرين بينهم أطفال. تناقلت وسائل الإعلام الحكومية السورية مجموعة من الأخبار بما في ذلك أنّ الهجوم قد وقع حينما كان يهمّ التلاميذ بمغادرة المدرسة. أمّا المرصد السوري فقد أشار إلى أنّ عدد القتلى لم يتجاوز الـ 68 شخصًا.[35]
- 2 مارس - قَتل انتحاري بسيارة مفخخة 18 ثوريًا من الجبهة الثورية السورية.[36]
- 18 مارس - اشتبك مقاتلو الدولة الإسلامية مع الجنود الروس مما تسبب في سقوط خمسة روس من بينهم مستشار عسكري و6 من الجيش السوري والعديد من أعضاء حزب الله –المدعوم والمموَّل إيرانيًا– في تدمر.[37]
- 23 مارس - فتحَ قناصة من كتائب الفاروق وأحرار الشام النار على المدنيين في بلدة الفوعة مما تسبب في مقتل مدنيين اثنين وجرح ثلاثة آخرين حسب بعض المصادر المحلية.[38]
- 27 مارس - فجّر انتحاري نفسه في ضواحي مدينة سلمية مما أسفر عن مقتل شخصين وإصابة عدة أشخاص آخرين ثمّ فجرَ انتحاري آخر نفسه عند مدخل قرية طيبة مما أسفر عن مقتل أربعة وجرح عدة أشخاص آخرين. أعلنَ تنظيم الدولة الإسلامية (داعش) مسؤوليتهُ عن الهجوم في وقتٍ لاحق.[39]
- 5 نيسان/أبريل - انفجرت سيارة مفخخة في معرة النعمان في محافظة إدلب في سوريا مما تسبب في مقتل امرأة وجرح عدة أشخاص.[40]
- 8 نيسان/أبريل - أعدمَ مسلحو داعش 175 منَ العمال الذين تم القبض عليهم في وقت سابق من ذاكَ الأسبوع في مصنع إسمنت يقع إلى الشرق من دمشق.[41]
- 23 مايو - تسببت تفجيرات في جبلة وطرطوس في مقتل ما لا يقل 184 شخصًا.[42] اتهمت الحكومة السورية قطر، المملكة العربية السعودية وتركيا بالوقوف وراء موجة التفجيرات في هذه المدن.[43][44]
- 27 تموز/يوليو - تسببت تفجيرات القامشلي عن مقتل أكثر من 44 شخصًا وجرح أكثر من 171 آخرين.[45]
- 15 آب/أغسطس - قتلَ تفجير انتحاري في أطمه 50 شخصًا على الأقل.
- 5 أيلول/سبتمبر - تسببت سلسلة من التفجيرات في مقتل ما لا يقل عن 48 شخصًا.[46] تواصلت سلسلة التفجيرات هذه في مدن سوريّة أخرى مثلَ طرطوس، حمص، دمشق والحسكة.

## 2017
- في 7 كانون الثاني/يناير 2017 انفجار سيارة مفخخة أمام المحكمة في أعزاز مما تسبب في مقتل 60 شخصا على الأقل معظمهم من المدنيين.[47]
- حصل في شهرِ آذار/مارس سلسلة منَ التفجيرات التي هزّت العاصِمة دمشق مما أدّى إلى مقتلِ 114 شخصًا على الأقل وتبنّت

هيئة تحرير الشام التي كانت تعرف سابقا باسم جبهة النصرة مسؤولية ما حدث.
- في 15 نيسان/أبريل 2017؛ استهدفت سيارة مفخخة قافلة من الحافلات التي تقل المدنيين الذين تم إجلاؤهم من المناطق التي يسيطر عليها الثوار في غرب حلب مما أدى إلى مقتل أكثر من 120 شخصًا معظمهم من الأطفال.